# 昏沈
昏沈（惛沈、こんじん）とは、サンスクリット語のstyāna（スティヤーナ）に由来する仏教で説く煩悩の一つ。心の沈鬱。心が巧みでないこと。心身のものういこと。ふさぎ込むこと。心を沈鬱で不活発な状態にさせる心理作用、またその状態。惛沈（こんじん）ともいう。
説一切有部の五位七十五法のうち、大煩悩地法の一つ。五位七十五法の大善地法の「軽安」の逆。唯識派の五位百法のうち、心所法－随煩悩心所－大随煩悩の一つ。